# Cruïlles
Cruïlles es una entidad de población española del municipio de Cruilles, Monells y San Sadurní, perteneciente a la provincia de Gerona, en la comunidad autónoma de Cataluña.

## Toponimia
El lugar puede aparecer referido con las grafías «Cruïlles» y «Cruilles».

## Historia
Fue sede de la Baronía de Cruilles.[cita requerida] Hacia mediados del siglo XIX, el lugar, por entonces con ayuntamiento propio, tenía contabilizada una población de 183 habitantes. Aparece descrito en el séptimo volumen del Diccionario geográfico-estadístico-histórico de España y sus posesiones de Ultramar de Pascual Madoz con las siguientes palabras:

CRUILLES: l. cab. de ayun. que forma con los vecindarios de Salellas y San Miguel de Cruilles, en la prov. y dióc. de Gerona (5 horas), part. jud. de La Bisbal (1/2), aud. terr. y c. g. de Barcelona (18): sit. al pie de una pequeña altura; le combaten los vientos del N. y S.; su clima es sano, y las enfermedades mas conocidas son fiebres pútridas. Tiene 60 casas, la consistorial, carniceria pública y una igl. parr. (Sta. Eulalia), de la que es aneja la de San Miguel de Cruilles, servida por un cura de ingreso. El térm. confina N. Monells; E. La Bisbal; S. San Pol y San Ciprian de Lladó, y O. San Sadurní. El terreno es de mediana calidad, participa de llano y monte con algun bosque arbolado; le fertiliza el r. Adaró y le cruzan varios caminos locales. El correo se recibe de la v. de La Bisbal. prod.: cereales, legumbres y hortalizas; cria ganado lanar y de cerda, y caza de perdices y conejos. pobl.: 52 vec., 183 alm. cap. prod.: 4.906,800. imp.: 122,670.
(Madoz, 1847, pp. 176-177)

El municipio de Cruïlles desapareció en 1974 para unirse a los de Monells y Sant Sadurní y conformar el de Cruilles, Monells y San Sadurní. En 2023, la entidad colectiva de población tenía empadronados 835 habitantes y la entidad singular de población, 245.

## Demografía
| Gráfica de evolución demográfica de Cruilles entre 1842 y 1970 |
| |
| Población de derecho según los censos de población del INE Población de hecho según los censos de población del INEEn 1857 crece el término del municipio porque incorpora a San Ciprian de Lladó, San Ciprian dels Alls, Santa Pellaya En 1974 este municipio desaparece porque se integra en el municipio Cruilles, Monells y San Sadurní de l'Heura |